# Лусіано Галлетті
Лусіа́но Галле́тті (ісп. Luciano Galletti, нар. 9 квітня 1980, Ла-Плата) — аргентинський футболіст, що грав на позиції півзахисника.
Виступав, зокрема, за клуби «Естудьянтес», «Реал Сарагоса», «Атлетіко» та «Олімпіакос», а також національну збірну Аргентини.

## Клубна кар'єра
Вихованець клубу «Естудьянтес», за який успішно у 1970—1980-х роках виступав його батько Рубен Орасіо. У дорослому футболі Лусіано дебютував 1997 року виступами за «Естудьянтес», в якому провів два сезони, взявши участь у 37 матчах чемпіонату.
У 1999 році молодий нападник звернув на себе увагу, ставши найкращим бомбардиром молодіжного чемпіонату Південної Америки. У тому ж 1999 він переїхав до Італії, підписавши контракт з «Пармою». Однак закріпитися ані в «Пармі», ні у «Наполі» з Серії Б, куди нападник згодом перейшов, Лусіано не вдалося.
У 2000 році він ненадовго повернувся назад в «Естудьянтес», після чого влітку 2001 року перейшов в іспанську «Сарагосу». Дебютував у Ла Лізі 26 серпня в грі проти «Еспаньйола» (1:2) і за перший сезон зіграв 27 матчів у Ла Лізі, забивши два голи, втім клуб став останнім та вилетів до Сегунди. Незважаючи на пониження у класі Галлетті залишився у команді і з цього моменту став беззаперечним основним гравцем арагонців та з першої ж спроби допоміг клубу повернутись в еліту, а вже у наступному 2004 році став з командою володарем Кубка і Суперкубка Іспанії. При цьому у фіналі кубка саме Галлетті забив вирішальний гол у додатковий час у ворота мадридського «Реалу», який і дозволив святкувати перемогу 3:2 та здобуття титулу. В другому матчі за суперкубок проти «Валенсії» (3:1) Галлетті знову забив вирішальний другий гол, який приніс «Сарагосі» перший у своїй історії суперкубок країни. Загалом у цьому клубі Галлетті провів 4 сезони, зігравши 134 матчі і забивши 14 м'ячів.
У 2005 році Лусіано перебрався в «Атлетіко Мадрид». Сума трансферу склала 4 млн євро. Після двох сезонів в мадридському клубі аргентинець за 2,5 млн євро перейшов до грецького «Олімпіакоса», у складі якого став дворазовим чемпіоном Греції та володарем національного кубка. Разом з Ісмаелем Бланко Галлетті став найкращим бомбардиром грецького чемпіонату в сезоні 2008/09. У 2009 році аргентинець продовжив контракт з грецьким клубом до 2013 року.
На початку лютого 2010 року Галлетті було поставлено діагноз важкої ниркової недостатності, через що він пропустив решту сезону, після чого оголосив про завершення кар'єри, у віці лише 30 років: «Звичайно, я хотів би продовжувати грати, однак у мене є сім'я, а це важливіше футболу»
На початку жовтня 2012 року Галлетті пройшов успішну трансплантацію нирки, донором якого був його батько Рубен. В результаті у червні 2013 року він повернувся до футболу, підписавши угоду з грецьким ОФІ, однак незабаром знову був змушений завершити кар'єру, зігравши лише у 6 іграх Суперліги.
У вересні 2014 року Галлетті повернувся в «Олімпіакос», де зайняв посаду скута по Латинській Америці.

## Виступи за збірні
1999 року залучався до складу молодіжної збірної Аргентини. У її складі виграв молодіжний чемпіонат Південної Америки, на якому забив 9 голів у 8 матчах і став найкращим бомбардиром турніру, випередивши таких майбутніх зірок, як Роналдінью та Роке Санта-Крус. Цей результат дозволив збірній поїхати на молодіжний чемпіонат світу 1999 року в Нігерії, але тут аргентинці виступили вкрай невдало, вилетівши вже у 1/8 фіналу, саме в цьому матчі Галлетті забив свій єдиний гол у ворота Мексики (1:4).
20 грудня 2000 року дебютував в офіційних матчах у складі національної збірної Аргентини в товариській грі проти Мексики (2:0), в якій забив гол.
У складі збірної був учасником розіграшу Кубка конфедерацій 2005 року у Німеччині, де зіграв у трьох матчах, в тому числі й у фіналі проти Бразилії і разом з командою здобув «срібло».
Всього протягом кар'єри у національній команді, яка тривала 6 років, провів у її формі 13 матчів, забивши 3 голи.

## Статистика виступів

### Статистика клубних виступів
| Сезон                     | Команда                   | Чемпіонат                 | Чемпіонат | Чемпіонат | Національний кубок | Національний кубок | Національний кубок | Континентальні кубки | Континентальні кубки | Континентальні кубки | Інші змагання | Інші змагання | Інші змагання | Усього | Усього |
| Сезон                     | Команда                   | Ліга                      | Ігор      | Голів     | Ліга               | Ігор               | Голів              | Ліга                 | Ігор                 | Голів                | Ліга          | Ігор          | Голів         | Ігор   | Голів  |
| ------------------------- | ------------------------- | ------------------------- | --------- | --------- | ------------------ | ------------------ | ------------------ | -------------------- | -------------------- | -------------------- | ------------- | ------------- | ------------- | ------ | ------ |
| 1997–98                   | «Естудьянтес»             | ПД                        | 13        | 1         |                    |                    |                    |                      |                      |                      | -             | -             | -             | 13     | 1      |
| 1998–99                   | «Естудьянтес»             | ПД                        | 24        | 1         |                    |                    |                    |                      |                      |                      | -             | -             | -             | 24     | 1      |
| 1999–00                   | «Парма»                   | A                         | 0         | 0         | КІ                 | 0                  | 0                  |                      |                      |                      |               |               |               | 0      | 0      |
| 1999–00                   | «Наполі»                  | B (ІІ)                    | 11        | 2         | КІ                 | 0                  | 0                  | -                    | -                    | -                    | -             | -             | -             | 11     | 2      |
| 2000–01                   | «Естудьянтес»             | ПД                        | 28        | 9         |                    |                    |                    |                      |                      |                      | -             | -             | -             | 28     | 9      |
| Усього за «Естудьянтес»   | Усього за «Естудьянтес»   | Усього за «Естудьянтес»   | 65        | 11        |                    |                    |                    |                      |                      |                      |               |               |               | 65     | 11     |
| 2001–02                   | «Реал Сарагоса»           | ПД                        | 27        | 2         | КІ                 | 0                  | 0                  | КУЄФА                | 2                    | 0                    | СІ            | 2             | 0             | 31     | 2      |
| 2002–03                   | «Реал Сарагоса»           | СД (ІІ)                   | 37        | 8         | КІ                 | 0                  | 0                  |                      |                      |                      |               |               |               | 37     | 8      |
| 2003–04                   | «Реал Сарагоса»           | ПД                        | 34        | 3         | КІ                 | 1                  | 1                  |                      |                      |                      |               |               |               | 35     | 4      |
| 2004–05                   | «Реал Сарагоса»           | ПД                        | 37        | 2         | КІ                 | 0                  | 0                  | КУЄФА                | 10                   | 2                    | СІ            | 2             | 1             | 49     | 5      |
| Усього за «Реал Сарагосу» | Усього за «Реал Сарагосу» | Усього за «Реал Сарагосу» | 135       | 15        |                    | 1                  | 1                  |                      | 12                   | 2                    |               | 4             | 1             | 152    | 19     |
| 2005–06                   | «Атлетіко»                | ПД                        | 26        | 1         | КІ                 | 0                  | 0                  |                      |                      |                      |               |               |               | 26     | 1      |
| 2006–07                   | «Атлетіко»                | ПД                        | 36        | 4         | КІ                 | 0                  | 0                  |                      |                      |                      |               |               |               | 36     | 4      |
| Усього за «Атлетіко»      | Усього за «Атлетіко»      | Усього за «Атлетіко»      | 62        | 5         |                    | 0                  | 0                  |                      | 0                    | 0                    |               |               |               | 62     | 5      |
| 2007–08                   | «Олімпіакос»              | СЛ                        | 24        | 3         | КГ                 | 0                  | 0                  | ЛЧ                   | 7                    | 3                    |               |               |               | 31     | 6      |
| 2008–09                   | «Олімпіакос»              | СЛ                        | 27        | 14        | КГ                 | 5                  | 2                  | ЛЧ+КУЄФА             | 2+6                  | 0+2                  |               |               |               | 40     | 18     |
| 2009–10                   | «Олімпіакос»              | СЛ                        | 9         | 2         | КГ                 | 1                  | 0                  | ЛЧ                   | 7                    | 0                    |               |               |               | 17     | 2      |
| Усього за «Олімпіакос»    | Усього за «Олімпіакос»    | Усього за «Олімпіакос»    | 60        | 19        |                    | 6                  | 2                  |                      | 22                   | 5                    |               |               |               | 88     | 26     |
| 2013–14                   | ОФІ                       | СЛ                        | 4         | 0         | КГ                 | 0                  | 0                  |                      |                      |                      |               |               |               | 4      | 0      |
| Усього за кар'єру         | Усього за кар'єру         | Усього за кар'єру         | 337       | 52        |                    | 7                  | 3                  |                      | 34                   | 7                    |               | 4             | 1             | 382    | 63     |

## Титули і досягнення
- Володар Кубка Іспанії (1):

«Реал Сарагоса»: 2003–04
- Володар Суперкубка Іспанії (1):

«Реал Сарагоса»: 2004
- Чемпіон Греції (2):

«Олімпіакос»: 2007–08, 2008–09
- Володар Кубка Греції (2):

«Олімпіакос»: 2007–08, 2008–09
- Володар Суперкубка Греції (1):

«Олімпіакос»: 2007
- Чемпіон Південної Америки (U-20): 1999

### Індивідуальні
- Найкращий бомбардир молодіжного чемпіонату Південної Америки: 1999 (9 голів)
- Найкращий бомбардир грецької Суперліги: 2008–09 (14 голів)[17]
- Найкращий іноземний гравець грецької Суперліги: 2008–09